# Internet Explorer 11
Internet Explorer 11（インターネット エクスプローラー イレブン）はマイクロソフトが提供していたウェブブラウザ Internet Explorer の最終バージョンである。

## 概要
同ブラウザは2013年3月25日に行われた「Build 2013 conference」で、Windows 8.1と、Windows Server 2012 R2共々開発中であることを公表。同7月25日、Windows 7とWindows Server 2008 R2の開発者向けプレビュー版をリリース。翌日の7月26日にはWindows 8.1開発者向けのプレビュー版リリースを実施。同9月17日Windows 7とWindows Server 2008 R2の利用者向けのプレビュー版リリースを実施。
正規版のリリースは、Windows 8.1利用者向けは同10月17日、Windows 7とWindows Server 2008 R2は同11月7日に実施された。Windows 7からのアップグレードについては、Windows Updateを通して11月8日より順次自動更新の形で配信・リリースされる。
Windows 8.1には、このIE11が標準装備されている。なおWindows 8には提供されないため、IE11を利用するにはWindows 8.1にアップグレードする必要がある。
Windows 11においてはInternet Explorerのデスクトップアプリケーションは利用できない。ただし Internet Explorer のエンジン自体は搭載されており、Microsoft Edge からは Internet Explorer モードが利用可能である。
しかしWindows 11でも、「CreateObject("InternetExplorer.Application").Visible=true」という内容の.vbsまたは.ps1スクリプトファイルを実行するとInternet Explorerを開くことができる。

## サポート終了

### 事実上の開発終了
Windows 10ではOS標準ブラウザがMicrosoft Edgeへと正式に切り替わり、IEの開発は事実上終了した。一方、Windows 10には互換性維持のためにIE11が引き続きバンドルされている。Windows 10はサポートポリシーがこれまでより大きく変更され、アップデートを続ける限り半永久的な使用が可能であるため、IE11がバンドルされ続ける限りは半永久的にサポートが継続されることを意味し、Windowsのサポート期間に依存するIEのサポートポリシーは事実上意味をなさないものとなった。Edgeを事実上のIE最新版と理解するならば、Windows 8.1のサポートが終了する2023年1月10日（日本時間11日、予定）が一つの可能性として挙げられるが、マイクロソフトは明言を避けている。Windows 11ではバンドル自体がなく、Microsoft EdgeのIEモードの利用が推奨される。
多くのサイトの制作者や、プラグイン等ブラウザ連携が必要なソフトウェアの開発者は、軸足を次々にIEからMicrosoft Edgeに移している。例えば、2020年1月現在、日本の特許情報プラットフォームJ-PlatPatで図面の回転はWindows 10 Pro の IE 11ではアイコンも表示が可視領域からはみ出しているが、Edgeなら正しく表示され図面の回転ができる。別の例として、コンテンツ管理システムWordPress上のプラグインで利用者の多いPDF Embedderは、バージョン4.5以上はWindows のIE 11ではJavaScriptエラーで動かない。しかし、開発元は、IEはマイクロソフトによるサポートが終わったとして、IE対応修正をしないと表明。他方、サイトによっては修正予算がなくEdgeはサポートせずIEを標準にしているところも多いと思われる。このように、建前上はWindows 10 のサポートとともにIE 11のサポートが半永久的に続いていても、ウェブサイトやソフトウェアの製作現場では事実上IEのバージョンアップがあっても対応やテストをしなくなっている。その影響で、IE対応サイト閲覧のためにIEを利用している人にとっては、「エラーになる」「表示がおかしい」という現象への遭遇が増えている。

### サポート期限
2016年1月12日をもって、IEのサポートに関するポリシーが変更され、サポートが継続している各々のWindowsで利用可能な最新版のIEのみがサポートされることとなった。したがって、Windows VistaにおいてはIE8以前、Windows 7および8.1においてはIE10以前のバージョンのサポートが打ち切られた。Windows 8も同日をもってOSのサポートが終了するため、この時点でコンシューマー向けOSでのIE10のサポートは完全に終了した。その後、2017年4月11日をもってWindows Vistaのサポートが終了。また、Windows ServerのIE10が2020年1月14日を以ってサポート終了となったため、IE11が唯一サポートが継続されるバージョンとなった。
ただし、2021年8月17日までにMicrosoft 365 アプリなどの主要アプリケーションでInternet Explorerのサポートが終了するなど、サポートは順次縮小されてきている。
米Microsoftは2021年5月19日（現地時間）、Windows 10 半期チャネルのInternet Explorer 11のデスクトップアプリケーションのサポートを2022年6月15日（日本時間6月16日）に終了すると発表した。ただし、Windows 7(ESU)、Windows 8.1、Windows 10 LTSC、Windows Server ではIE11のデスクトップアプリケーションが引き続き提供される。また、Microsoft Edge の Internet Explorer モードやInternet Explorer プラットフォーム (MSHTML/Trident)は終了しない。Internet Explorer 11のデスクトップアプリケーションから Microsoft Edge の Internet Explorer モードへの切り替えをマイクロソフトは呼びかけている。
また、サポート期限である2022年6月現在でも企業のシステムの中にはInternet Explorerの利用を前提として開発されたものも多数残されており、これらのシステムは改修などの対応が必要になることから情報処理推進機構（IPA）は利用者に対して早めの対応をとるように呼び掛けている。
その後、2023年2月14日のアップデートでInternet Explorer 11を完全無効化し、以降は起動しようとするとMicrosoft Edgeにリダイレクト処理される。そして同年6月13日には「IE 11」アイコンなどを削除するパッチが公開される予定。
Microsoft Edge の Internet Explorer モードは少なくとも2029年まではサポート予定。

## 特徴

### ページ読み込みの高速化
Windows 8.1 と Windows Server 2012 R2 版の Internet Explorer 11 のみ SPDY/3 に対応する。Windows 7 と Windows Server 2008 R2 版では対応しない。これは、SPDY 対応の際に必要なライブラリ SChannel.dll が Internet Explorer 製品ではなく、Windows 製品の扱いとなっているためである。
ページを表示するまでの処理にも手が加えられた。対応させることにより、"戻る"操作のキャッシュの活用、ネットワーク処理の優先順位づけ、レンダリングやリソースの事前処理が可能となる。
Internet Explorer 9 から GPU が活用されているが、Internet Explorer 11 から JPEG 画像のデコードも部分的に GPU が処理するようになった。JPEG 読み込みが最大 45%、メモリ使用量が最大 40% 減少する。また、消費電力が減少し、バッテリー使用可能時間が延びる。

### ウェブ標準
- W3C Fullscreen[注 3]
- CSS3 Flexbox の更新
- CSS border-image
- W3C Web Cryptography API
- W3C Encrypted Media Extensions
- W3C Media Source Extensions
- JavaScript の対応強化 (let, const, __proto__, Map, WeakMap)
- ECMAScript Internationalization API
- HTML5 (History Traversal: pageshow, pagehide)
- WebDriver（KB2990946 適用が必要[18]）

### グラフィックス
WebGL
マイクロソフトは WebGL の安全性に疑問を持ち当初は実装を見送った経緯があるが、Internet Explorer 11 で WebGL の実装を行った。2014年8月の Internet Explorer の累積的なセキュリティ更新プログラム (KB2990946) では、レンダラーの更新が行われ、機能強化とパフォーマンス向上が行われた。
高 DPI
- devicePixelRatio に対応した。
- Windows 8.1 からサポートされる拡大率に対応した。
- 異なる DPI 設定利用時のモニターごとの拡縮対応。

Canvas 2D
Canvas 2D Context Level 2 のイメージ スムージング、偶数奇数塗りつぶしルール、破線の実装を行った。イメージ スムージング imageSmootingEnabled のみ、ベンダープレフィックス付きの msImageSmoothingEnabled と実装した。

### セキュリティ
HTTP Strict Transport Security (HSTS)
2015年6月の Internet Explorer の累積的なセキュリティ更新プログラム (KB3058515) で、HSTS に対応した。

### 変更点
Internet Explorer 以外のウェブ ブラウザーと同様の動作になるよう変更が加えられた点もある。
ユーザー エージェントの変更
トークンの追加や変更がそれまでよりも大きく手が加えられた Internet Explorer 9 に続き、Internet Explorer 11 でも大きく変更が行われた。
これまで利用されていた互換性を示すトークン "compatible" や、ブラウザーを示すトークン "MSIE" は削除され、Internet Explorer 以外のウェブ ブラウザーで用いられるようになったトークン "like Gecko" が他のブラウザーと一貫性のためにユーザー エージェント末尾に追加された。
また、トークン "MSIE" の後に続いていた Internet Explorer のバージョンは、リビジョンを示すトークン "rv" で置き替えられた。

他のブラウザーとの共通化
navigator.appName と navigator.product が HTML5 仕様に則り、他のブラウザーと同様にそれぞれ "Netscape" と "Gecko" と返すようになった。また、いくつかの API の機能が追加・変更・削除が行われた。

### 追加提供版では対応しないもの
以下の機能は Windows 7 と Windows Server 2008 R2 版には含まれていない。
- デバイス オリエンテーション イベント
- ディスプレイ オリエンテーション イベント
- ドラッグ アンド ドロップ タッチ
- 効果の一括処理とストロークの向上
- W3C Encrypted Media Extensions
- W3C Media Source Extensions
- F12 開発者ツールの UI 応答性[注 5]
- 高 DPI サポート
- ホバー タッチ
- リンクのハイライト
- 電話番号形式の自動認識
- ピン止め機能の強化
- SPDY/3
- 拡張保護モード
- タッチおよびその他の入力によるスクロールとズーム
- 複数端末間での同期

### 削除された機能
- クイック タブ
- タブブラウズの無効化
- [ファイル] メニューの "オフライン作業"
- コンテンツを他のアプリケーションにドラッグ アンド ドロップ
- ドキュメント モードが Edge での VBScript のサポート
- インターネット ゾーンにおける CSS expressions のサポート

### 後継開発版の対応
太平洋時間2014年10月1日に公開された Windows 10 の最初の Technical Preview 版 (Build 9841) では新たに HTTP/2 に対応したことが発表された。
同時に JavaScript エンジンである Chakra にも手を加えられてあり、プロセスの簡素化、JIT の複数同時実行化、ガベージコレクションの改善、コードのインライン化の強化といった変更が加えられてある。
太平洋時間2014年11月12日に公開された Technical Preview 版 (Build 9879) では ECMA-262 6th Edition (ES6) の対応に必要な変更等が加えられた。

## 不具合
Internet Explorer 10までは、ダイヤルアップ接続を利用してパソコンから回線終端装置（モデム）に直接回線に接続する場合、インターネットオプション→接続の項目から「プロキシサーバーを構成する必要がある場合は[設定]を選択してください」として、「接続しない」「ネットワーク接続が存在しない時にダイヤルする」「通常の接続でダイヤルする」の3つから選択肢を選んで接続することができていたが、当ブラウザではその選択肢が削除されている。
このため、プロバイダーのモデムとパソコンを直接つなぐ場合、自動接続ができず「エラー651:モデムからエラーが返されました」と表示され、手動設定で接続をしなければいけない場合がある。この場合、パソコンとモデムの間にブロードバンドルーターを中継させることにより、自動接続ができるようになることがある。

## 言語
- 95言語に対応している。[25]

### 対応言語
- アラビア語
- ブルガリア語
- 中国語 (香港 SAR)
- 簡体字中国語
- 繁体字中国語
- クロアチア語
- チェコ語
- デンマーク語
- オランダ語
- 英語
- エストニア語
- フィンランド語
- フランス語
- ドイツ語
- ギリシャ語
- ヘブライ語
- ハンガリー語
- イタリア語
- 日本語
- 韓国語
- ラトビア語
- リトアニア語
- ノルウェー語 (ブークモール)
- ポーランド語
- ポルトガル語 (ブラジル)
- ポルトガル語 (ポルトガル)
- ルーマニア語
- ロシア語
- セルビア語 (ラテン)
- スロバキア語
- スロベニア語
- スペイン語
- スウェーデン語
- タイ語
- トルコ語
- ウクライナ語
- アフリカーンス語
- アルバニア語
- アムハラ語
- アルメニア語
- アッサム語
- アゼルバイジャン語
- バングラ語[注 6] (バングラデシュ)
- バスク語
- ベンガル語 (インド)
- ボスニア語 (ラテン)
- カタルニア語
- ダリー語
- フィリピノ語
- ガリシア語
- グルジア語
- グジャラート語
- ハウサ語
- ヒンディー語
- アイスランド語
- イボ語
- インドネシア語
- アイルランド語
- コサ語
- ズールー語
- カンナダ語
- カザフ語
- クメール語
- スワヒリ語
- コーンクニー語
- キルギス語
- ルクセンブルク語
- マケドニア語
- マレー語 (ブルネイ)
- マレー語 (マレーシア)
- マラヤーラム語
- マルタ語
- マオリ語
- マラーティー語
- モンゴル語
- ネパール語
- ノルウェー語 (ニーノシュク)
- オリヤー語
- ペルシャ語
- パンジャーブ語
- ケチュア語
- セルビア語 (キリル) - ボスニア・ヘルツェゴビナ
- セルビア語 (キリル) - セルビア
- セソト語
- セツワナ語
- シンハラ語
- タミール語
- タタール語
- テルグ語
- トルクメン語
- ウルドゥ語
- ウズベク語
- ベトナム語
- ウェールズ語
- ヨルバ語